# 白山市立白峰小学校
白山市立白峰小学校（はくさんしりつ しらみねしょうがっこう）は、石川県白山市白峰ニにある公立小学校。白山市最南端の小学校である。

## 概要
1975年に手取川本流水系ダム建設に伴い、白峰小学校（旧）、桑島小学校を統合し、
白峰村立白峰小学校として開校した。開校当時は統合前の2つの小学校を教場としていたが、1976年に現在の統合校舎が完成した。地域の祭りや行事と連携した学校行事が多く、金管バンドクラブや相撲大会などを行う、近隣には見られない特色ある学校である。

## 沿革
- 1975年4月1日 - 手取川本流水系ダム建設に伴い、白峰小学校、桑島小学校を統合し、白峰村立白峰小学校として発足する[3]。
- 1976年12月9日 - 新統合校舎が完成[3]。
- 2005年2月1日 - 1市2町5村の合併に伴い、校名を白山市立白峰小学校に変更する。石碑名も白山市立白峰小学校に変更する[3]。
- 2006年 - 児童数減により複式学級設置[3]。

## 通学区域
白峰 桑島 下田原

## 進学先中学校
- 白嶺中学校